# Mario Melloni
Mario Melloni, noto anche con lo pseudonimo di Fortebraccio (San Giorgio di Piano, 25 novembre 1902 – Milano, 29 giugno 1989), è stato un giornalista e politico italiano.

## Biografia
Studente universitario a Bologna, fu ripetutamente bastonato dai fascisti a causa delle sue idee, per avere manifestato contro lo squadrismo. Nel 1921 lasciò Bologna con l'intera famiglia trasferendosi a Genova. Laureatosi in giurisprudenza nell'anno accademico 1924-1925, cominciò a scrivere sul Corriere Mercantile e sul Guerin Sportivo, dove firmò il primo articolo il 24 febbraio 1932 con lo pseudonimo di "Giobatta", presto cambiato in "Baciccin". Lavorò come impiegato di concetto nella direzione di una compagnia petrolifera americana sino alla sua chiusura, nel 1939, vivendo a Genova e passando un anno a Napoli e uno a Roma. Nel 1941 si trasferì a Milano, impiegandosi nella segreteria generale dell'Innocenti di Lambrate e due anni più tardi nell'industria siderurgica Vanzetti.
Durante la seconda guerra mondiale prese parte alla Resistenza tra i partigiani "bianchi" di ispirazione cattolica, raccogliendo fondi da industriali e banchieri che poi consegnava di volta in volta a Gabriele Invernizzi, un comunista che dopo la liberazione fu segretario della Camera del lavoro di Milano e deputato del PCI.

### L'inizio democristiano
Nel 1945 si iscrisse alla Democrazia Cristiana, diventando giornalista del quotidiano del partito Il Popolo, responsabile prima dell'edizione milanese e poi, dal 1949 al 1951 a Roma, direttore dell'edizione nazionale. Presiedette anche, insieme a un liberale e a un comunista, la commissione incaricata a Milano di epurare i giornalisti del Corriere della Sera. In quell'occasione incontrò per la prima volta Indro Montanelli. Nelle elezioni del 1948  fu eletto alla Camera dei deputati, collegio Como-Sondrio-Varese, nelle file della DC della cui Direzione nazionale entrò a far parte dopo poco tempo. In Parlamento fece parte della commissione per l'esame dei disegni di legge sul teatro e sulla cinematografia, facendo anche parte della giuria della Mostra cinematografica di Venezia nel 1948. Nel 1952 divenne presidente della società cinematografica di orientamento cattolico, Film Costellazione, creata da Andreotti su invito del Papa Pio XII, da cui si dimise poco dopo.

### Espulso dal partito
Ricandidato alle elezioni della II Legislatura, fu eletto alla Camera sempre nel collegio di Como-Sondrio-Varese. 
Quando, il 23 dicembre 1954, la Camera votò a scrutino segreto l'adesione dell'Italia alla UEO (Unione Europea Occidentale), Melloni assunse posizioni e iniziative parlamentari in dissenso con la linea ufficiale della D. C. e del Governo: non votò contro alcuni ordini del giorno delle opposizioni (interdire le armi termonuceari, impedire la rinascita del militarismo tedesco eccetera) e presentò un emendamento per rinviare di tre mesi la ratifica del trattato (insieme a un deputato democristiano del suo stesso collegio, Ugo Bartesaghi).
Ottenne gli applausi e i voti della sinistra mentre Nenni scrisse nel suo diario come Melloni e Bartesaghi si fossero "staccati" dalla DC "con due patetici discorsi". La sera stessa la direzione democristiana, con Fanfani neosegretario, esaminò il caso dei due "ribelli". Moro era per un approccio leggero, Rumor al contrario adottò una linea dura; alla fine Fanfani si schierò con Rumor e Melloni fu espulso dal partito insieme a Bartesaghi. Melloni disse poi: "Fanfani mi cacciò in venti minuti". Nel febbraio 1955 aderì al gruppo misto.
Cominciò a frequentare Franco Rodano, un intellettuale cattolico antifascista e militante comunista, considerato l'eminenza grigia di Togliatti sui temi riguardanti il mondo cattolico ed i finanziamenti del PCI. Fu grazie ai consigli di Rodano che il 9 aprile 1955 Melloni pubblicò, da direttore, Il Dibattito politico, prima quindicinale e poi settimanale, con l'obiettivo di avviare un dialogo tra cattolici e comunisti. Aderì quindi al Partito Comunista Italiano e diresse i quotidiani di area comunista Il Paese e Paese Sera dal 1956 al 1961, quindi Stasera (novembre 1961 - ottobre 1962), nonché il settimanale Vie Nuove (dall'ottobre 1967 al maggio 1969). Fu eletto di nuovo deputato nella IV Legislatura (16 maggio 1963 - 4 giugno 1968) nel collegio di Milano.

### Nasce Fortebraccio
Il 12 dicembre 1967 iniziò a scrivere per l'Unità corsivi in prima pagina con lo pseudonimo di Fortebraccio (riferibile all'omonimo personaggio dell'Amleto di Shakespeare, anche se taluni lo considerano un ironico omaggio a Braccio da Montone, detto Fortebraccio, un capitano di ventura dell'Umbria medievale). L'idea del nom de plume fu di Maurizio Ferrara, direttore del quotidiano e da anni suo amico. Da allora Fortebraccio firmò sino al 1982 un corsivo ogni giorno (tranne il lunedì e il periodo delle ferie) e un articolo più lungo la domenica.
Seguì con favore lo sforzo di Enrico Berlinguer di cambiare a fondo l'atteggiamento del PCI nei confronti della religione e della Chiesa. Nella "Lettera al vescovo Bettazzi" si dichiarò fautore di un partito e d'uno Stato «non teista, non ateista, non antiteista».
Uomo colto, conversatore brillante con battute spesso umoristiche, nell'estate 1955 fu operato alle corde vocali per un tumore. 
Di temperamento discreto e schivo, volle che della sua morte, avvenuta il 29 giugno 1989, fosse data notizia a esequie religiose avvenute. L'Unità titolò: "Fortebraccio se ne va con discrezione. Funerale cattolico, popolo rosso".

## Stile
Suoi obiettivi erano un po' tutti i politici avversari (prima del mondo socialcomunista quando era democristiano e dirigeva Il Popolo, poi del mondo democristiano - e non solo quello - quando era diventato comunista e scriveva su l'Unità); col tempo prese di mira, firmandosi come Fortebraccio, anche i direttori dei grandi quotidiani (da Mario Missiroli a Giovanni Spadolini), i protagonisti della scena pubblica legati al potere e ai centri d'affari che ruotavano attorno al potere, gli industriali (affibbiò a Gianni Agnelli il soprannome di "avvocato Basetta") e i ricchi, in definitiva tutti coloro che stavano dall'altra parte e che lui definiva lor signori; aggiungendo che nella maggior parte dei casi questi lor signori erano "magri, disinfettati e pallidi come una siringa".
Da democristiano attaccò il partito di Togliatti, se la prese anche con Pietro Nenni, chiamò l'Unione Sovietica "nuovo Islam mongolico". Da ex-democristiano e conoscitore dell'ambiente di Piazza del Gesù, risparmiò le frecciate più aspre verso quelli che più stimava tra gli ex-amici (Aldo Moro e Andreotti al quale riconosceva una robusta intelligenza), sferzando impietosamente gli altri: Fanfani, Donat-Cattin, Forlani, Piccoli, Rumor, Colombo. Ma anche Craxi, Malagodi, La Malfa e quasi tutti i socialdemocratici. Di sé diceva: «Preferisco essere un comunista settario piuttosto che un comunista liberale o, peggio ancora, socialdemocratico».
Dotato di una chiarezza espositiva quasi didascalica, Fortebraccio aveva ben presente che scriveva sul giornale dei lavoratori, nel paese che stava vivendo il boom economico del secondo dopoguerra, ma che ancora contava masse di cittadini semianalfabeti. La scrittura elegante, lo stile sorvegliato e un lessico scelto con cura, uniti a un'ironia tagliente, talvolta anche "ferina e spietata", lo fanno annoverare tra i padri della satira politica italiana. Altri, tra cui Giampaolo Pansa, ne criticarono la pesantezza degli attacchi.

### Rivalità con Indro Montanelli
Melloni sostenne una «lunga ma elegante polemica» con Indro Montanelli, direttore de Il Giornale, ed elzevirista con Controcorrente. In un corsivo, Melloni dettò per sé un singolare epitaffio in cui citava il suo rivale:
(Fortebraccio)
Montanelli rispose con un elzeviro nella sua rubrica Controcorrente: «Purtroppo, devo avvertire Fortebraccio che anch'io ho preso le mie precauzioni iscrivendo fra le mie ultime volontà quella di essere sepolto accanto a lui. E come epitaffio mi contento di questo: "Vedi . lapide . accanto"».
I due erano divisi dall'appartenenza ad aree politiche contrapposte, ma uniti da un reciproco sentimento di stima e rispetto. Così Montanelli si espresse su di lui:
(Indro Montanelli)

## Opere
- Figure e fatti. 24 corsivi di "Emme", Roma, Il Dibattito Politico, 1956.
- 63 corsivi di Fortebraccio, Roma, l'Unità, 1968.
- I corsivi di Fortebraccio, Roma, Editori Riuniti, 1970.
- Corsivi '70, Roma, Editori Riuniti, 1971.
- Lor signori. Corsivi 1971-1972, Roma, Editori Riuniti, 1972.
- Il Belpaese, con Alfredo Chiappori, Milano, Feltrinelli, 1973.
- Dalla nostra parte. Corsivi 1973, Roma, Editori Riuniti, 1973.
- I nodi al pettine. Corsivi 1974, Roma, Editori Riuniti, 1974.
- Fanfaneide, Roma, Editori Riuniti, 1975.
- Se questo è un mondo. Corsivi 1975, Roma, Editori Riuniti, 1975.
- Cambiare musica. Corsivi 1976, Roma, Editori Riuniti, 1976.
- Non siamo gentili. Corsivi 1977, Roma, Editori Riuniti, 1977.
- Partita aperta. Corsivi 1978, Roma, Editori Riuniti, 1978.
- A carte scoperte. Corsivi 1979, Roma, Editori Riuniti, 1979.
- Detto tra noi. Corsivi 1980, Roma, Editori Riuniti, 1980.
- A chiare note. Corsivi 1981, Roma, Editori Riuniti, 1981.
- È già tempo. Corsivi 1982, Roma, Editori Riuniti, 1982. ISBN 88-359-0030-1.
- La galleria di Fortebraccio, Roma, l'Unità-Editori Riuniti, 1985.
- Avvisi di garanzia, Roma, Editori Riuniti, 1993. ISBN 88-359-3760-4.
- Fortebraccio & lorsignori. I corsivi su l'Unità di un grande maestro di satira politica, Milano, Nuova Iniziativa Editoriale, 2002.
- Facce da schiaffi. Corsivi al vetriolo di un comunista impenitente, Milano, a cura di Filippo Maria Battaglia e Beppe Benvenuto BUR, 2009. ISBN 978-88-17-03574-3.